# Тодорци (дем Мъглен)
 Тази статия е за селото в Мъглен.  За бившето село в Беласица вижте Тодорич.  
Тодорци или понякога Тодорче или Тудорче (на гръцки: Θεοδωράκι, Теодораки, катаревуса: Θεοδωράκιον, Теодоракион, до 1925 година Τούδορτσι, Тудорци) е село в Егейска Македония, Гърция, в дем Мъглен (Алмопия) на административна област Централна Македония.

## География
Селото се намира на 10 километра югоизточно от Къпиняни, на плато на 420 m надморска височина в източните склонове на планината Паяк (Пайко). Селото вероятно носи името си от аязмото Свети Тодор.

## История

### В Османската империя
На два километра на север в местността Църковата поляна има останки от старо селище.
В османски данъчни регистри на немюсюлманското население от казата Йенидже Вардар от 1632-1633 година е отбелязано село Тодорчи със 74 джизие ханета (домакинства).
В началото на XX век Тодорци е чисто българско село в Ениджевардарска каза на Османската империя – едно от малкото чисто християнски села в Мъглен. Александър Синве („Les Grecs de l’Empire Ottoman. Etude Statistique et Ethnographique“), който се основава на гръцки данни, в 1878 година пише, че в Тутордже (Toutordjé), Мъгленска епархия, живеят 480 гърци. Според статистиката на Васил Кънчов („Македония. Етнография и статистика“) в 1900 година в Тодорци живеят 336 българи християни. Цялото население на селото е под върховенството на Българската екзархия. Според секретаря на Екзархията Димитър Мишев („La Macédoine et sa Population Chrétienne“) в 1905 година в Тодорче (Todortche) има 288 българи екзархисти.
Църквите в селото са изгаряни три пъти от турците – един път църквата „Свети Атанасий“ и два пъти „Възнесение Господне“ – в 1850 и 1875 година.
Населението на селото дава двама участници в гръцката пропаганда – поп Божин Геракарис, ятак на гръцките чети, отровен от българи през март 1906 година, и капитан Тано Сорцис (1873 – 1953), участник в Балканската война на гръцка страна.
В 1909 година в Тодорци е открито българско училище.
През октомври 1910 година край селото българска чета се сражава с жандармерийско отделение.
По време на Балканската война 2 души от Тодорци се включват като доброволци в Македоно-одринското опълчение.

### В Гърция
През войната селото е окупирано от гръцки части и остава в Гърция след Междусъюзническата война. 
В 1924 година в селото са настанени малко гърци бежанци. В 1925 година е преименувано на Теодораки. Според преброяването от 1928 година селото е смесено местно-бежанско с 6 бежански семейства и 27 души. Според други сведения в 1928 година от 474 души има 26 бежанци. Бежанците по-късно напускат селото и в 1940 година всичките 651 жители са местни.
Селото пострадва силно от Гражданската война в Гърция - жителите му са преселени от властите в полските села Къпиняни и Слатина. След нормализацията на обстановката, селяните се завръщат и обновяват селото.
В 1981 година селото има 805 жители. Според изследване от 1993 година селото е чисто „славофонско“ и в него „македонският език“ е запазен на високо ниво.
Селото се занимава предимно със скотовъдство и в по-малка степен със земеделие.
| Име                  | Име                 | Ново име          | Ново име           | Описание                                                 |
| -------------------- | ------------------- | ----------------- | ------------------ | -------------------------------------------------------- |
| Селка                | Σέλκα               | Хориудаки         | Χωριουδάκι         |                                                          |
| Чопрова              | Τσόπροβα            | Рема ту Корициу   | Ρέμα τοϋ κοριτσιού | река в Паяк на СИ от Тодорци                             |
| Борданчев            | Γνώσιτο Μπορταντσίφ | Богданос          | Μπογδάνος          | възвишение в Паяк на ЮИ от Тодорци (625 m)               |
| Крайца               | Κράϊτσα             | Апомено           | Άπόμενο            | местност Ю от Тодорци                                    |
| Клекниш              | Κλικνης             | Катисма           | Κάθισμα            | възвишение на ЮЗ от Тодорци (457,8 m)                    |
| Мачица               | Μάτσιτσα            | Гаторема          | Γατόρεμα           | река в Паяк на З от Тодорци                              |
| Вермеджик            | Βερμετζέκ           | Корфи             | Κορφή              | връх в Паяк на СИ от Тодорци (863,6 m)                   |
| Добро поле           | Ντόμπρο Πόλε        | Кали Педияда      | Καλή Πεδιάδα       | местност и връх в Паяк на И от Тодорци (1222 m)          |
| Думаница             | Ντουμάντσια         | Митакас           | Μύτακας            | връх в Паяк на С от Тодорци (506 m)                      |
| Браямуто             | Μπραγιάμαντο        | Плая              | Πλαγιά             | местност на С от Тодорци                                 |
| Думово               | Ντούμοβο            | Корифи ту Думу    | Κορυφή τοϋ Δούμου  | връх в Паяк на СИ от Тодорци (849 m)                     |
| Голем Брезей         | Μεγάλο Μπρετζέϊ     | Мегало Брецеи     | Καραγάτσι          | връх в Паяк на И от Тодорци                              |
| Къркливица           | Καρκλίβιτσα         | Мавроскувала      | Μαυροσκυβάλα       | връх в Паяк на СИ от Тодорци                             |
| Фуларес              | Φουλάρες            | Гемати            | Γεμάτη             | връх в Паяк на СИ от Тодорци (1400 m)                    |
| Царнати              | Τσαρνάτι            | Василикес Корифес | Βασιλικές Κορυφές  | връх на СИ от Тодорци (857 m)                            |
| Смилково или Милково | Σμίλκοβο            | Фиди              | Φίδι               | възвишение на Ю от Тодорци                               |
| Ревени               | Ρεβενί              | Трехумено         | Τρεχούμενο         | река на Ю от Тодорци                                     |
| Тресите              | Τρέσιτε             | Тремотопос        | Τρεμότοπος         | връх в Паяк на Ю от Тодорци и на С от Ново село          |
| Чобанка              | Τσουμπανκα          | Воскопула         | Βοσκοπούλα         | връх в Паяк на Ю от Тодорци                              |
| Алива чешма          | Άληβα Τσεσμά        | Вриси             | Βρύση              | местност на ЮЗ от Тодорци и на СИ от Дреново             |
| Митраковер           | Μητρακοβέρ          | Димитриу          | Δημητρίου          | местност на ЮЗ от Тодорци и на С от Дреново              |
| Дерново тепе         | Ντέρνοβα Τεπέ       | Крания            | Κρανιά             | възвишение на ЮЗ от Тодорци и на СЗ от Дреново (460,7 m) |
| Ветрак               | Βερτράκ             | Анеморахи         | Άνεμορράχη         | възвишение в Паяк на Ю от Тодорци (425,7 m)              |
| Църна                | Τσέρνα              | Маврорема         | Μαυρορεμα          | река на Ю от Тодорци                                     |
| Вирот Трайов         | Βύρουτ Τράϊοφ       | Пиги              | Πηγή               |                                                          |
| Далеката             | Νταλικάτα           | Микрорема         | Μικρόρεμα          |                                                          |
| Крапа                | Κράπα               | Елафорема         | Έλαφόρεμα          | река в Паяк на ЮИ от Тодорци                             |
| Търкалия камен       | Τρακαλιά Κάμεν      | Крокалорема       | Κροκαλόρεμα        | река в Паяк на И от Тодорци                              |
| Острилата            | Όστρίλατα           | Аконистири        | Άκονιστήρι         | гора в Паяк на СИ от Тодорци                             |
| Големо перо          | Μεγάλος Πέρας       | Фтеро             | Φτερό              | връх в Паяк на СИ от Тодорци                             |

| Година    | 1913 | 1920 | 1928 | 1940 | 1951 | 1961 | 1971 | 1981 | 1991 | 2001 | 2011 | 2021 |
| --------- | ---- | ---- | ---- | ---- | ---- | ---- | ---- | ---- | ---- | ---- | ---- | ---- |
| Население | 436  | 354  | 474  | 651  | 651  | 792  | 817  | 805  | 754  | 772  | 583  | 488  |

## „Възнесение Господне“
Църквата „Възнесение Господне“ в Тодорци е строена около 1878 година. В трикорабната базилика има икони от 1778 година. Изписана е в 1878 година от Божин Стаменитов (Емануил Стаматиадис) от Енидже Вардар. Църквата е изгаряна три пъти от турците и днес е обявена от държавата за защитен паметник. До нея е построена нова църква със същото име.

## Личности
Родени в Тодорци
- Божин Геракров (Μποζίνος Γερακάρης), гръцки андартски деец[19]
- Димитър Стоянов, македоно-одрински опълченец, 4 и Нестроева рота на 5 одринска дружина[20]
- Тано Сорчев (Θάνος Σόρτσης), гръцки андартски деец[19]
- Трайко Николов (1891 – ?), македоно-одрински опълченец, 4 рота на 3 солунска дружина[21]